# Шатов, Пётр Вячеславович
Пётр Вячеславович Шатов (род. 21 сентября 1960) — советский хоккеист, вратарь.

## Биография
Воспитанник усть-каменогорского хоккея, первый тренер В. Г. Решетников. Начинал играть в местом «Торпедо» (1977/78, вторая лига). В сезоне-1978/79 в рамках прохождения армейской службы выступал за клуб первой лиги «Динамо» Минск. Со следующего сезона — в команде второй лиги «Торпедо» Ярославль. После начала сезона-1980/81 перешёл в «Енбек» Алма-Ата, с которым в 1982 году вышел в первую лигу. С 1984 года — в ижевской «Ижстали», провёл 25 матчей в высшей лиге. Последний матч за команду сыграл 16 ноября 1987 года, после чего завершил карьеру.
В Казахстане работал вице-президентом одного из банков. Был начальником БК «Отрар» Алма-Ата (2000-е).